# Прекрасна мельничиха (фільм, 1955)
«Прекрасна мельничиха» (італ. La bella mugnaia) — італійська кінокомедія 1955 року режисера Маріо Камеріні.

## Сюжет
У мельника Луки прекрасна дружина Кармела, яка привабила до себе увагу багатьох чоловіків і навіть нового губернатора міста Неаполя. Він навіть звільнив Луку від сплати податків. Однак рано чи пізно за все треба платити і губернатор вирішує заарештувати чоловіка Кармели, щоб не мати перешкод на шляху до неї.

## Ролі виконують
- Софія Лорен — Кармела
- Марчелло Мастроянні — Лука
- Вітторіо Де Сіка — Дон Теофіло, губернатор
- Паоло Стоппа — Ґардунья
- Івонна Сансон — пані Долорес
- Маріо Пассанте[it] — капітан жандармів

## Навколо фільму
Це друга екранізація п'єси «Трикутний капелюх» іспанського автора Педро Антоніо де Аларкона. Перша екранізація цього ж твору була здійснена двома десятиліттями раніше цим же режисером Маріо Камеріні: 
- 1934 рік — кінокомедія італійського режисера Маріо Камеріні «Трикутний капелюх», на основі однойменного роману іспанського письменника Педро Антоніо де Аларкона.
- 1954 рік — фільм аргентинського режисера Леона Климовського (León Klimovsky) «Грайлива мельничиха».

Існують інші версії цього твору:
- 1919 рік — балет іспанського композитора Мануеля де Фалья «Трикутний капелюх».
- 1896 рік — опера «Суддя» (нім. Der Corregidor) австрійського композитора Гуго Вольфа за мотивами повісті «Трикутний капелюх».